# Emléktáblák Bicskén
Bicske szócikkhez kapcsolódó képgaléria, mely helyi, országos vagy nemzetközi hírű személyekkel, valamint épületekkel, műtárgyakkal, helynevekkel és eseményekkel összefüggő emléktáblákat tartalmaz.

## Galéria

### Emléktáblák

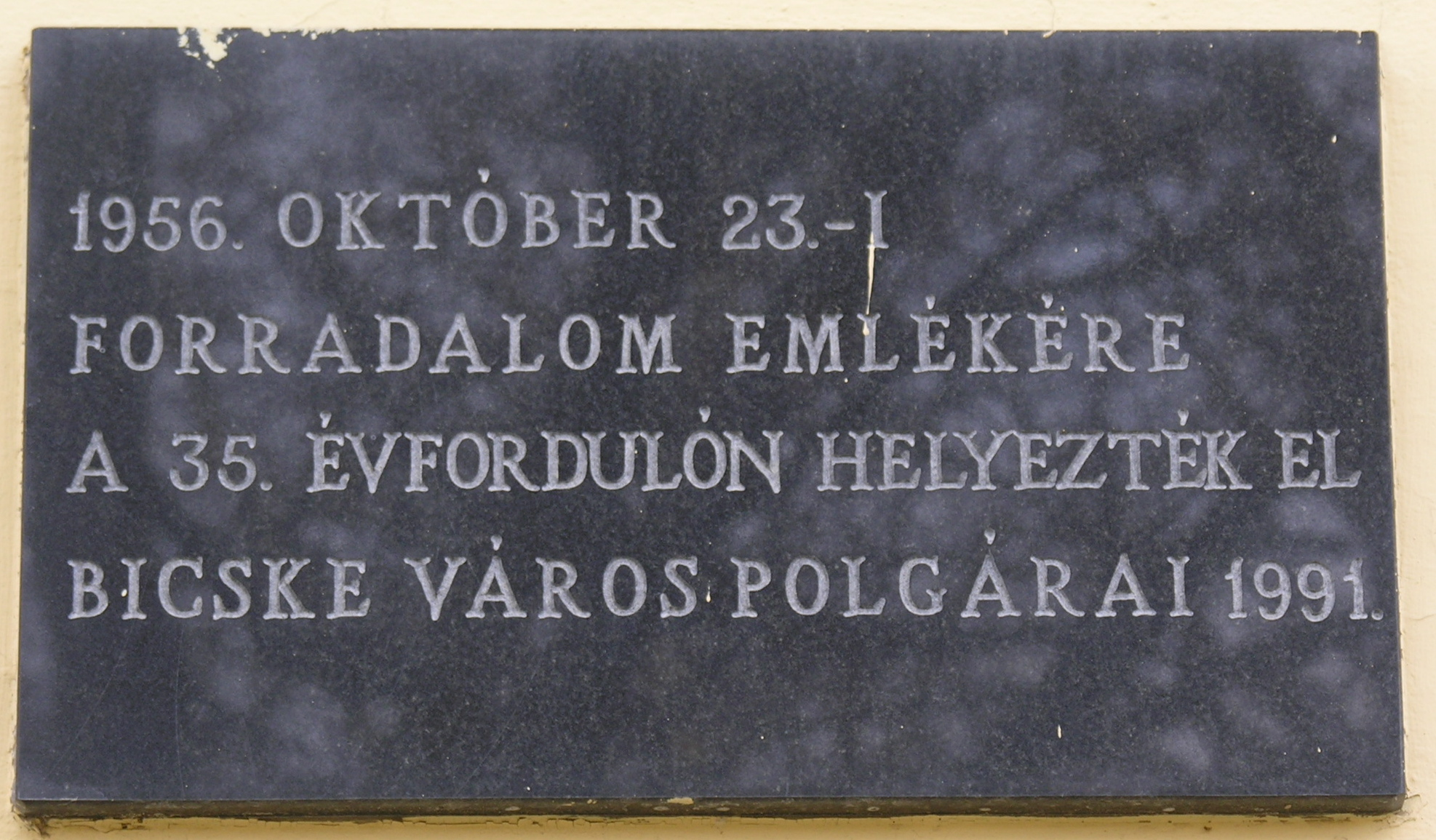
1956-os forradalom, Hősök tere 4.
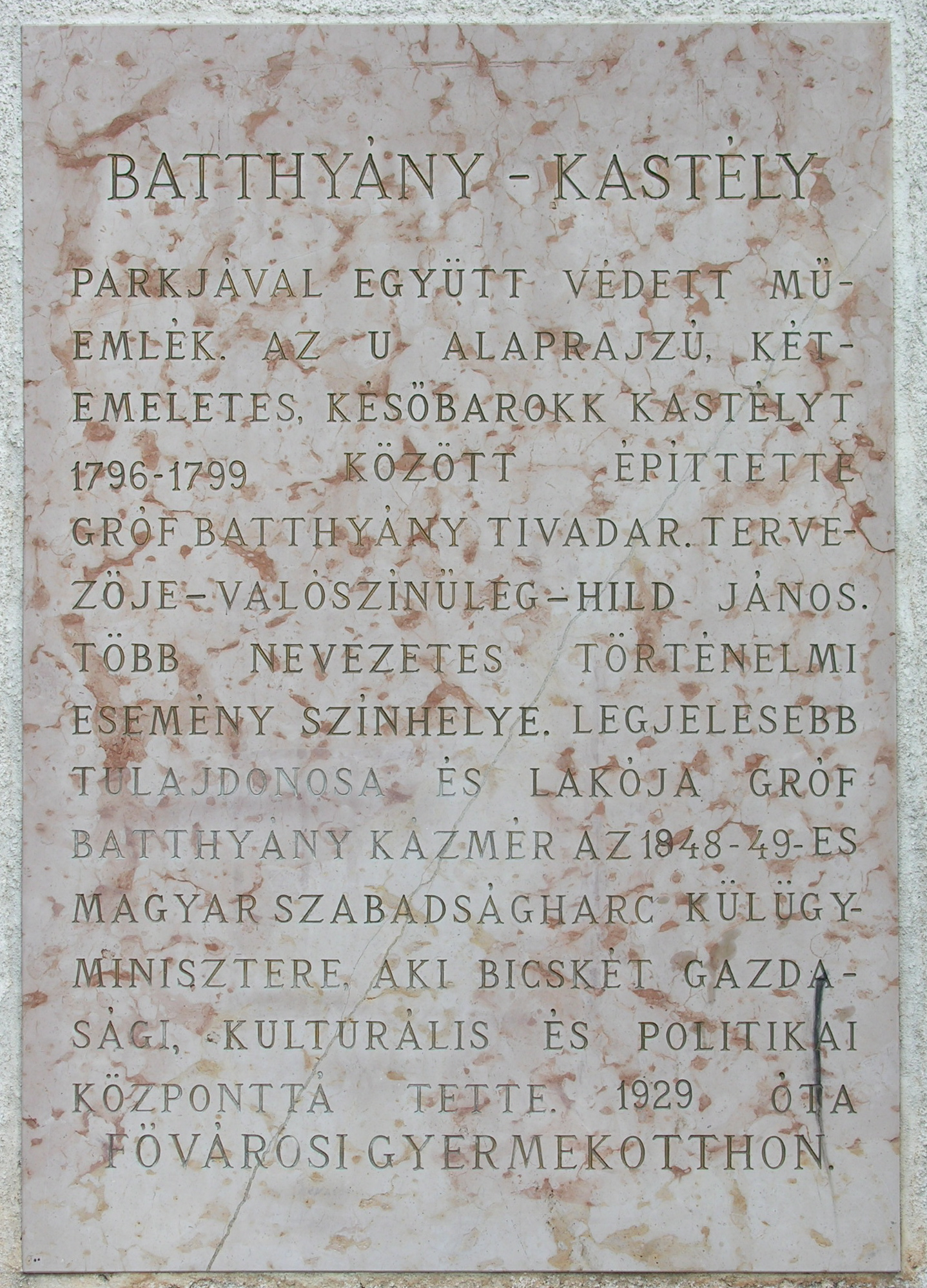
Batthyány-kastély, Kossuth Lajos utca 42.
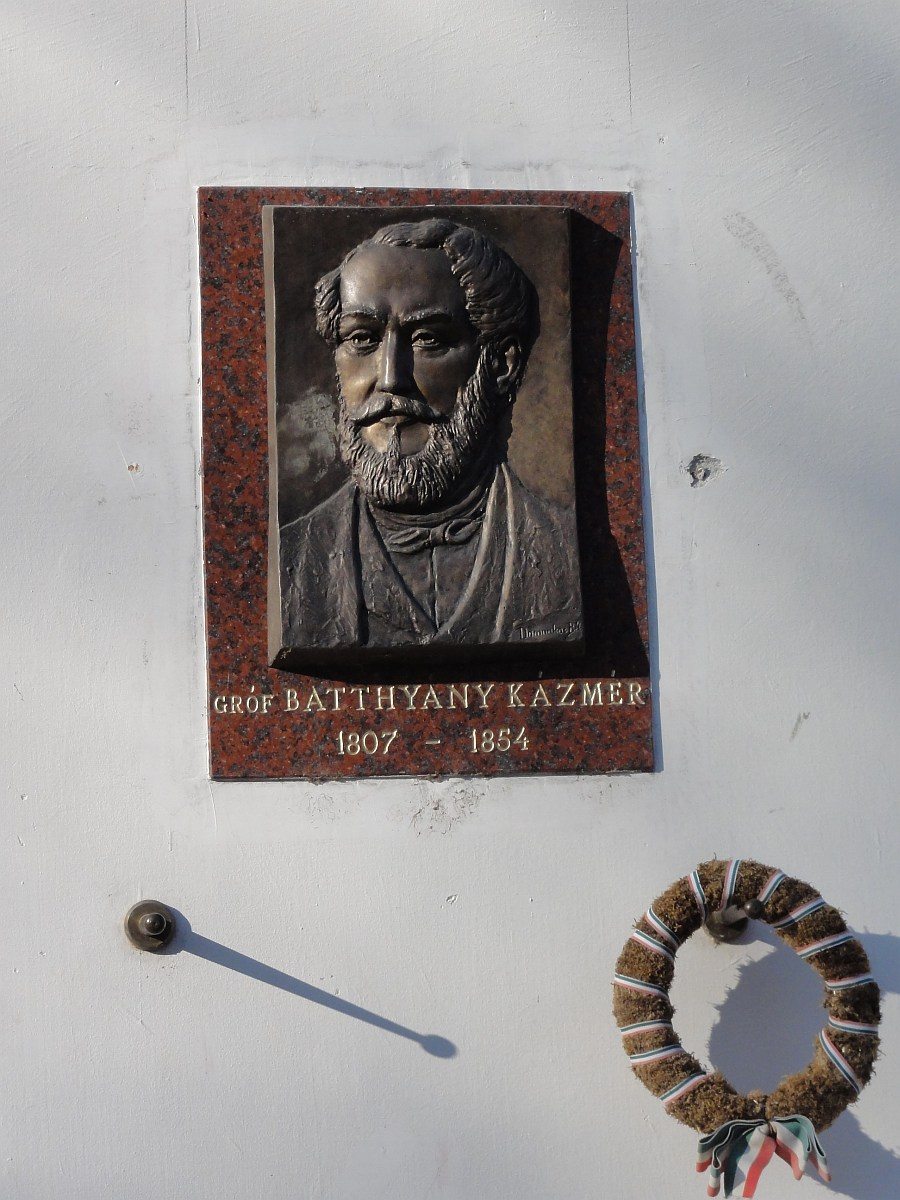
Batthyány Kázmér, Kossuth Lajos utca 42.
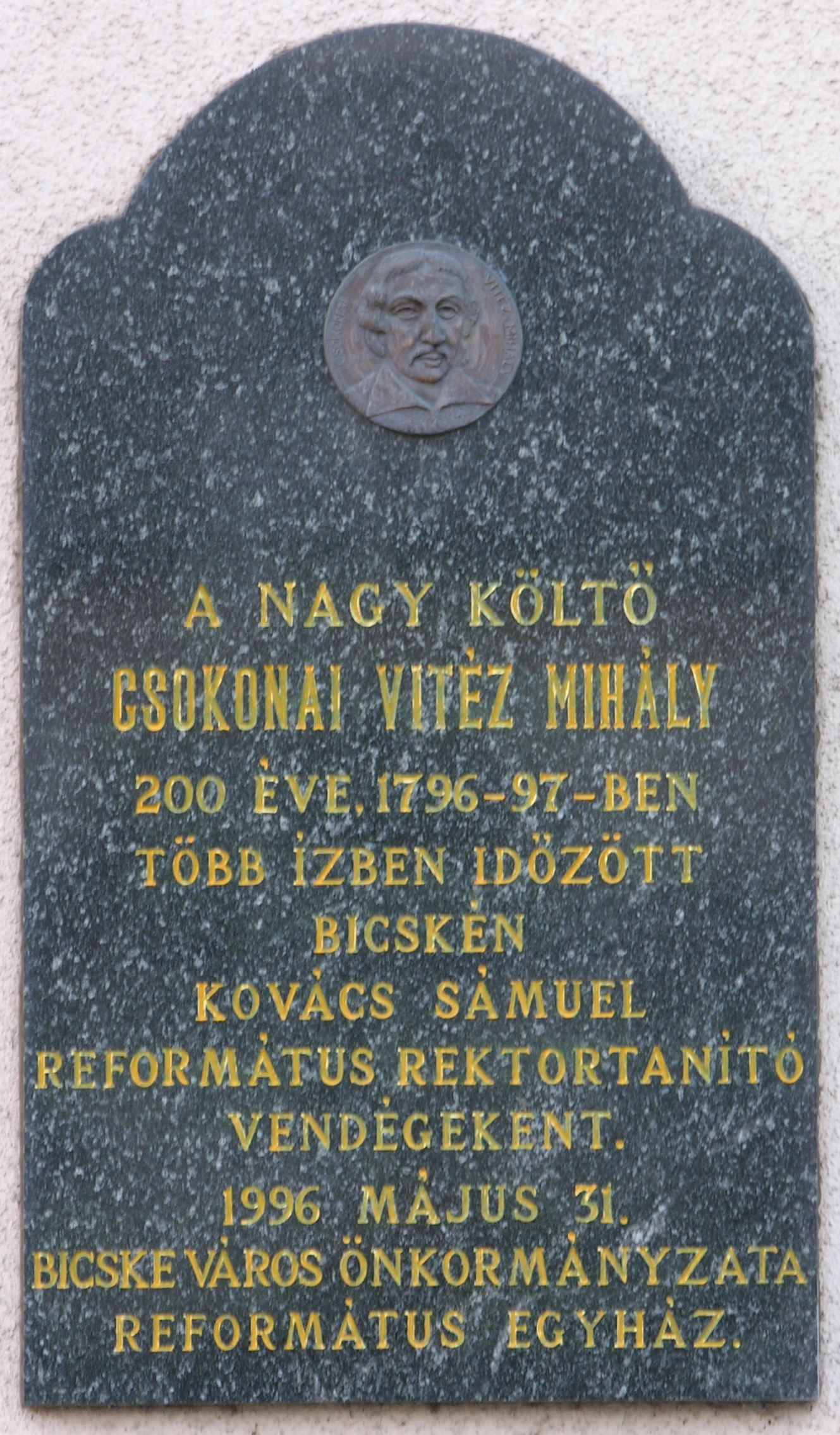
Csokonai Vitéz Mihály, Szent István út 6.
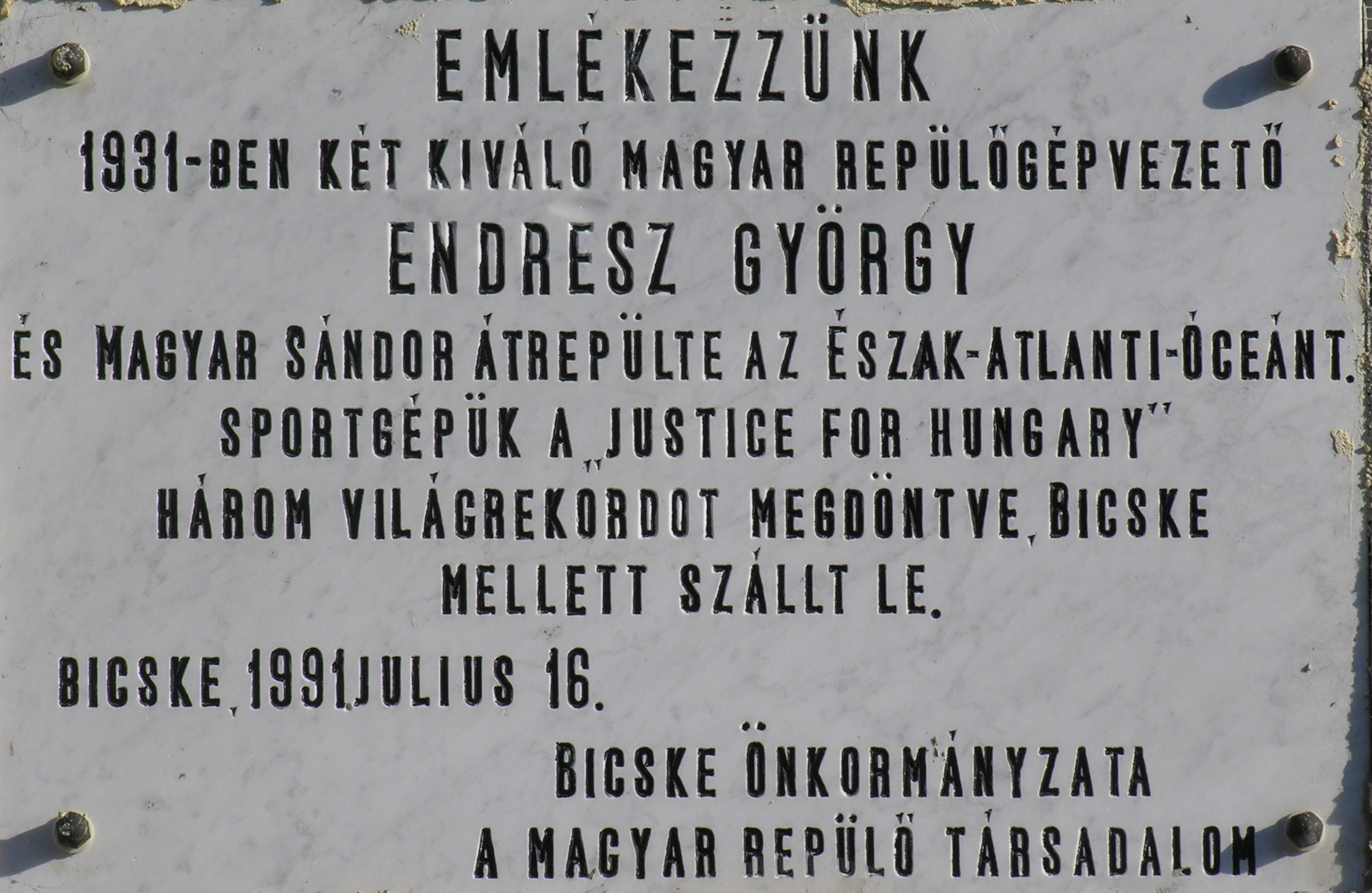
Endresz György, Endresz György utca 21.
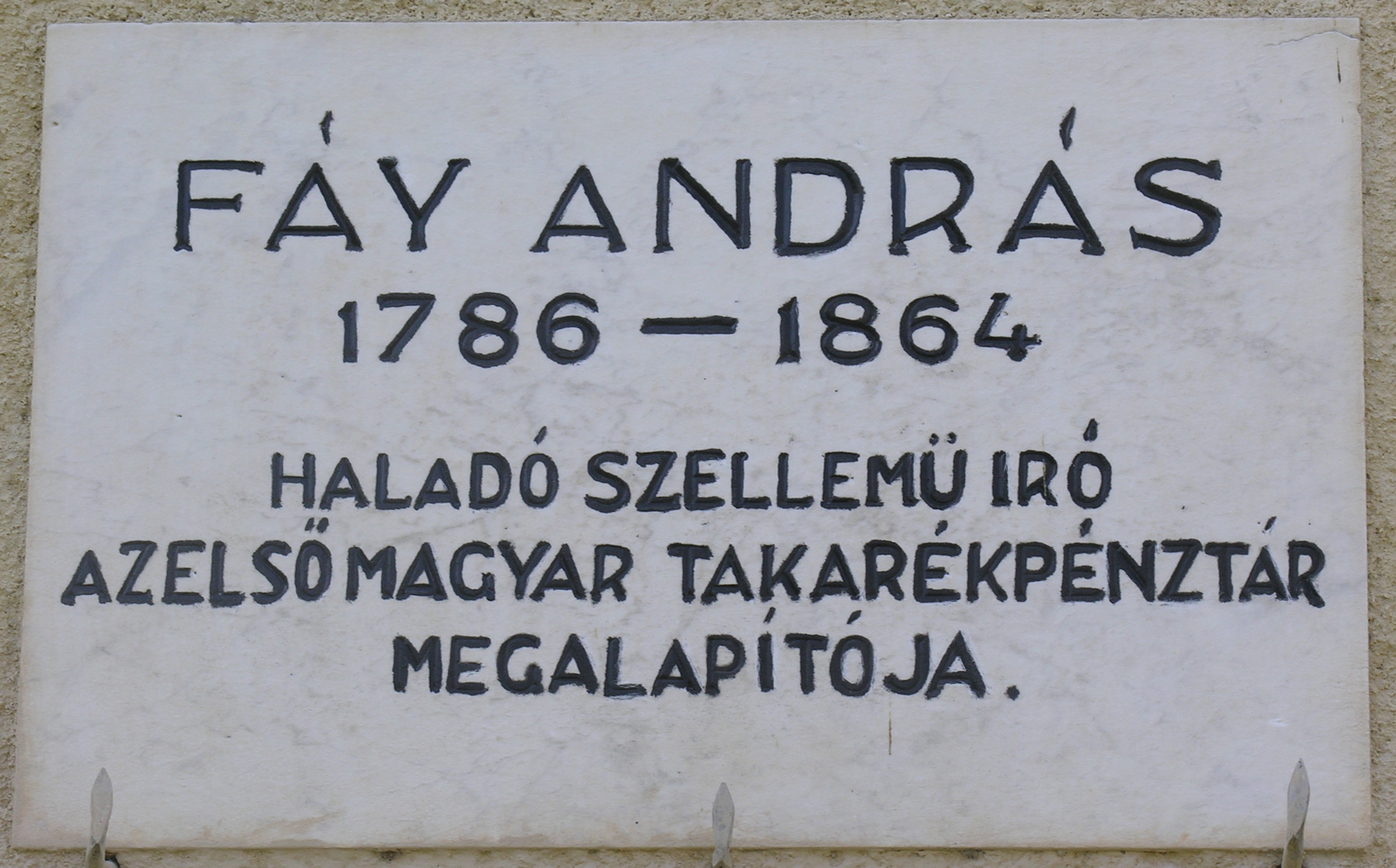
Fáy András, Fáy András utca 2.
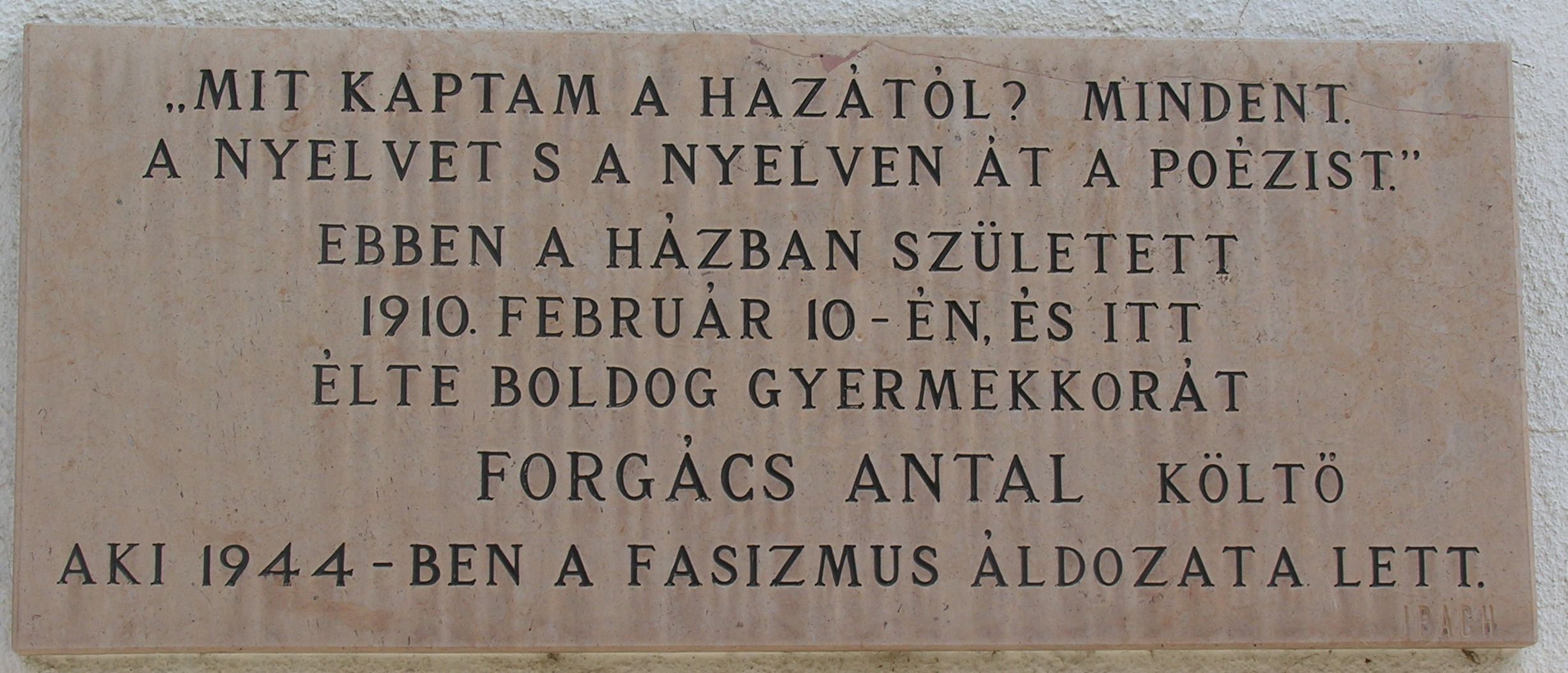
Forgács Antal, Ady Endre utca 16.
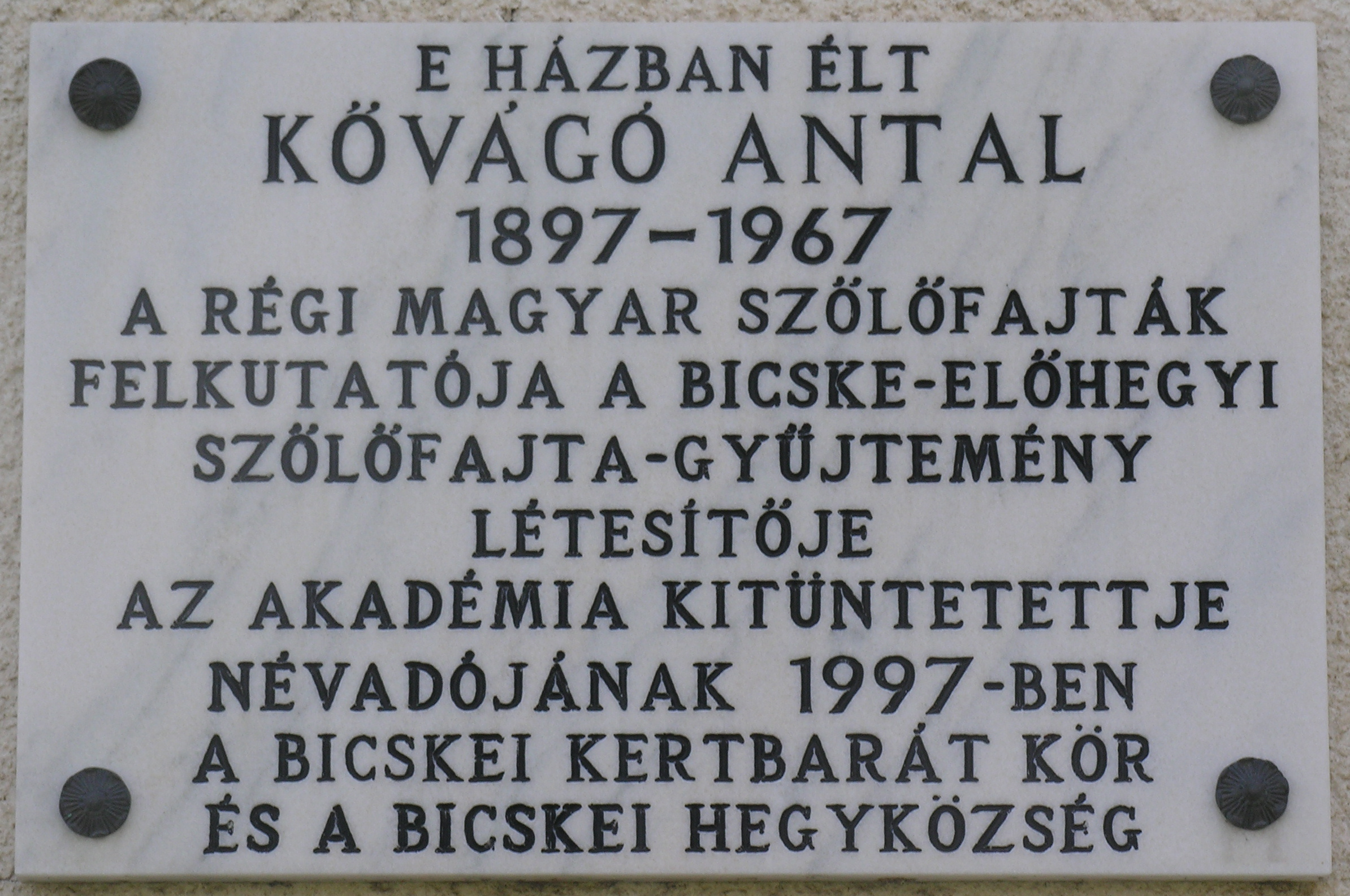
Kővágó Antal, Szent István út 91.
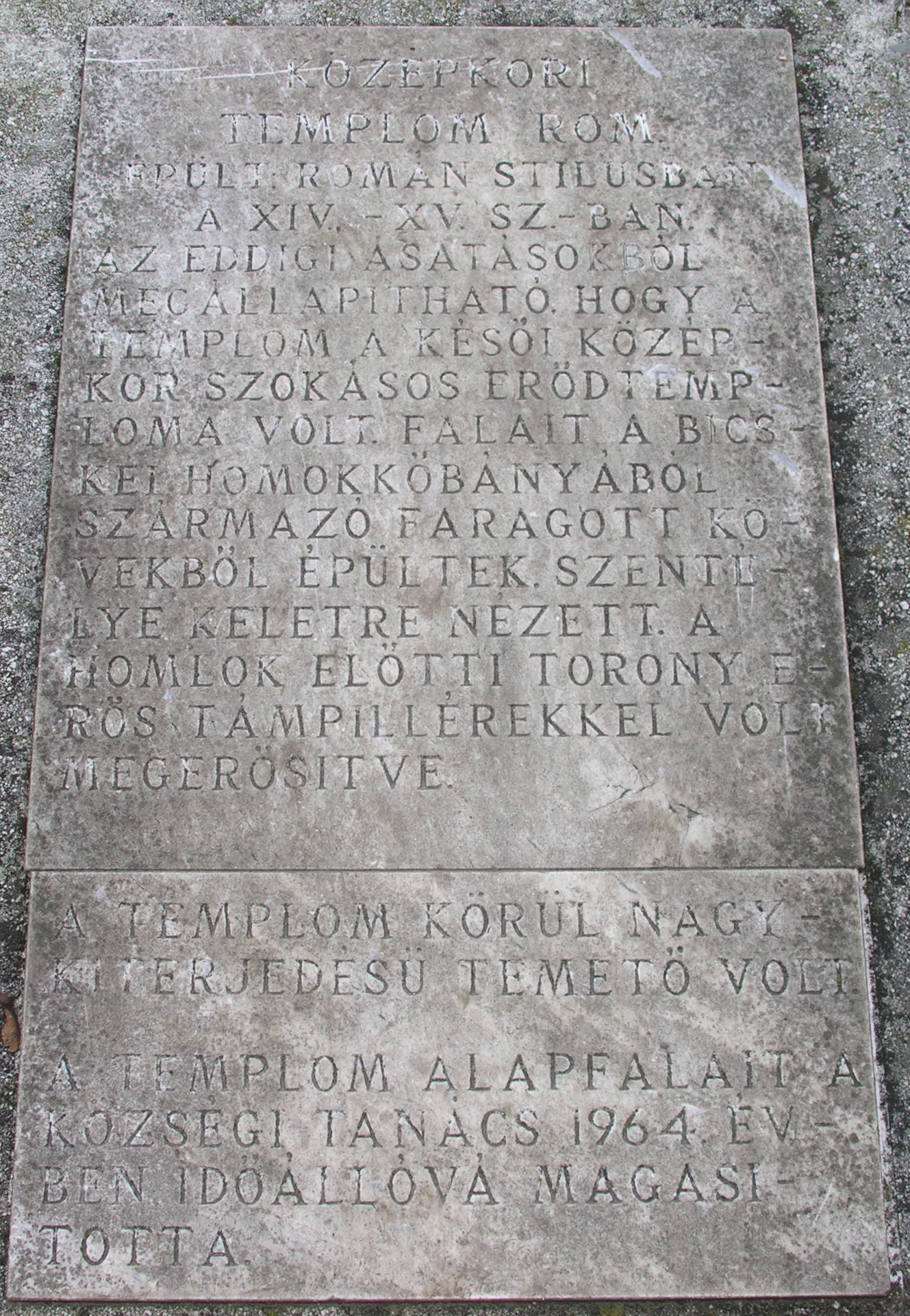
Középkori templom rom, Hősök tere
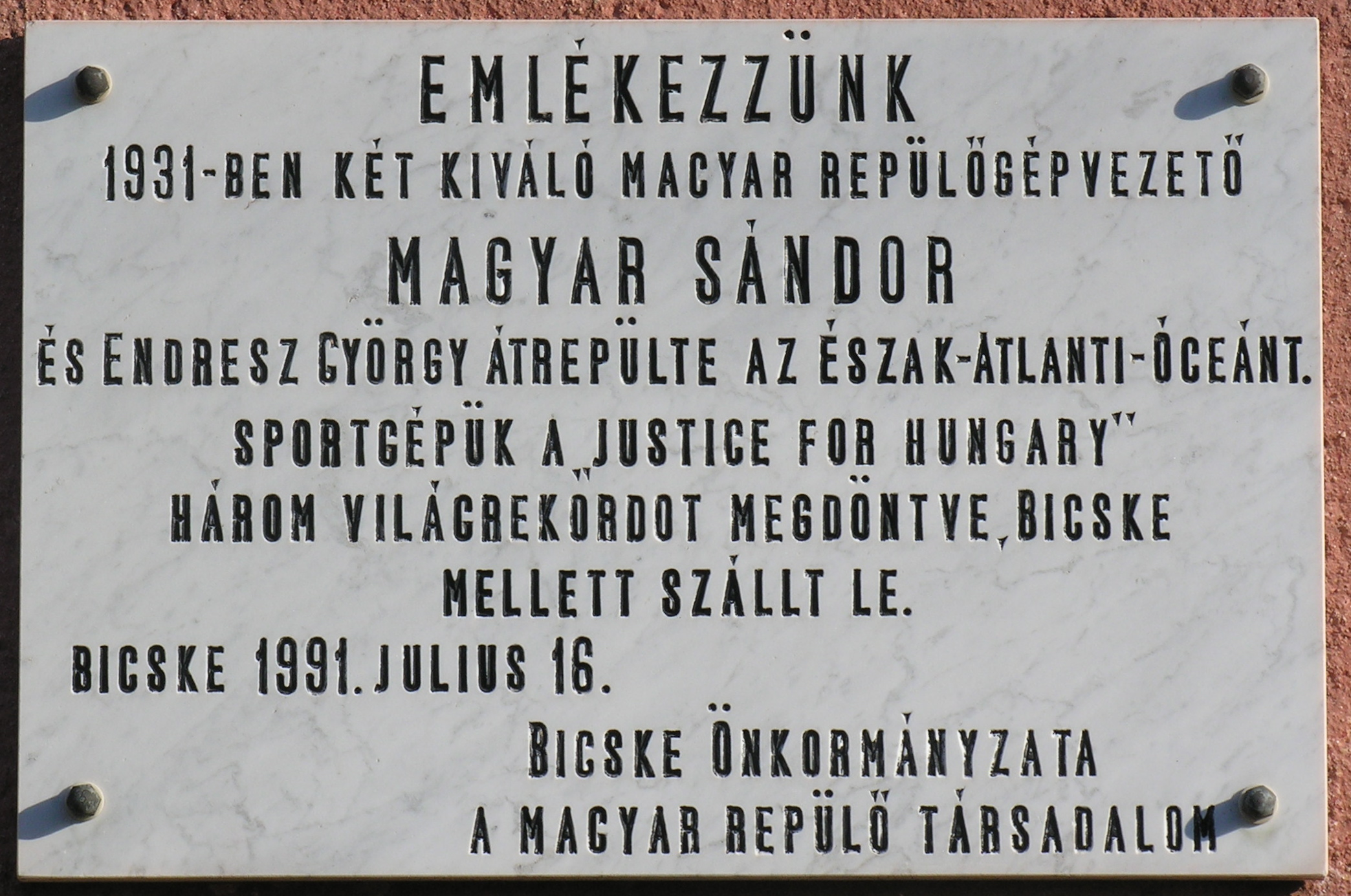
Magyar Sándor, Magyar Sándor utca 1.
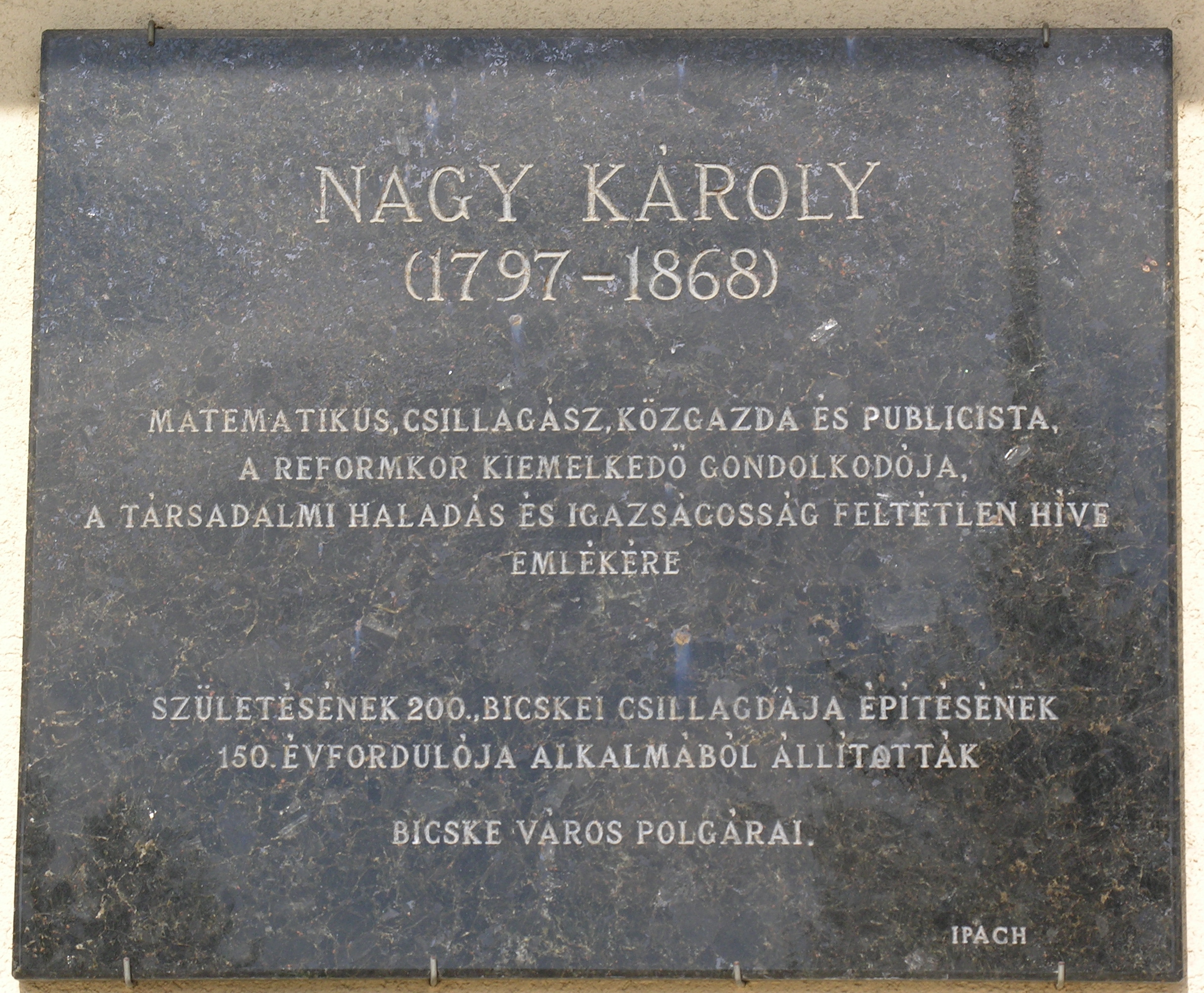
Nagy Károly, Kisfaludy utca 29.
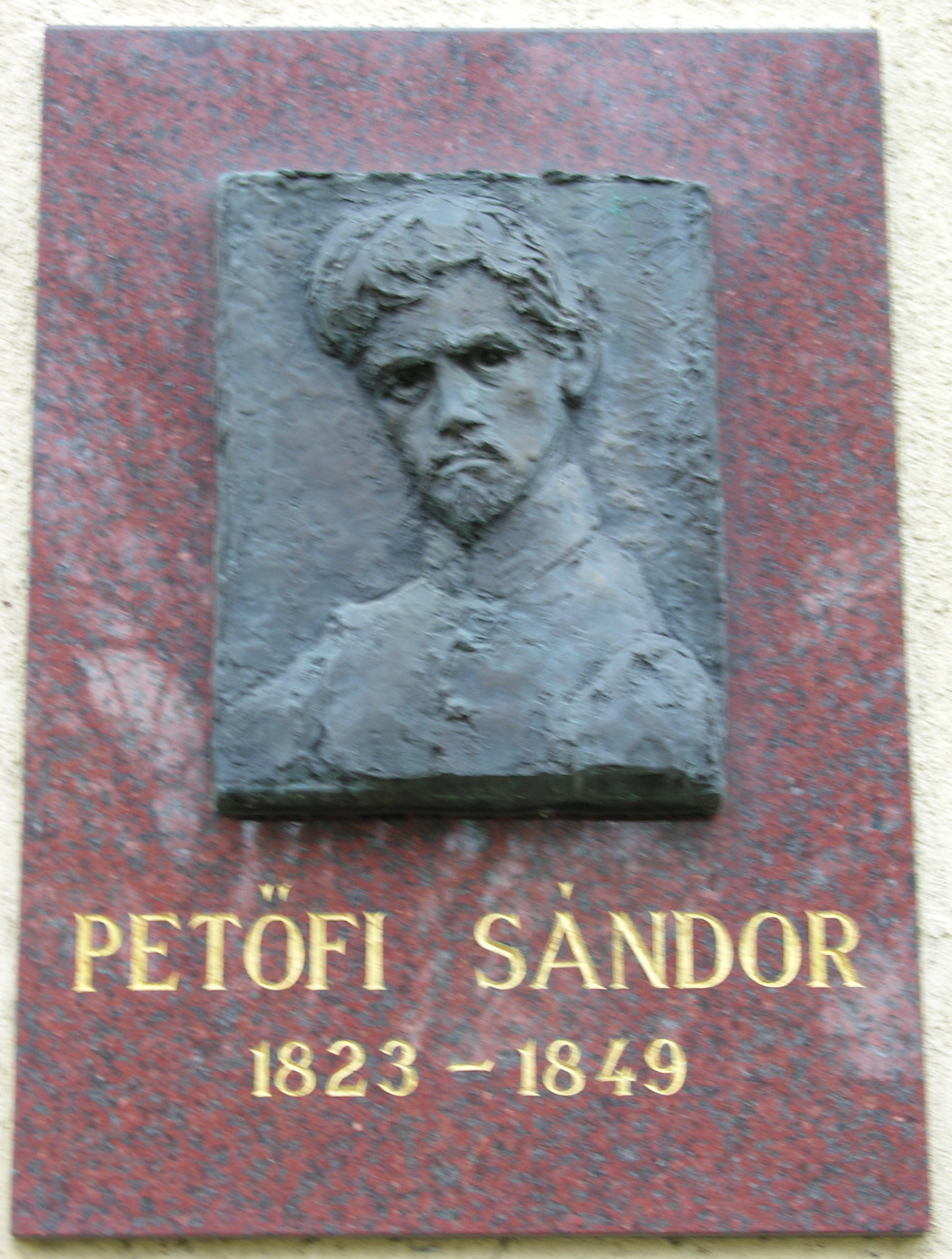
Petőfi Sándor, Kossuth tér 20.
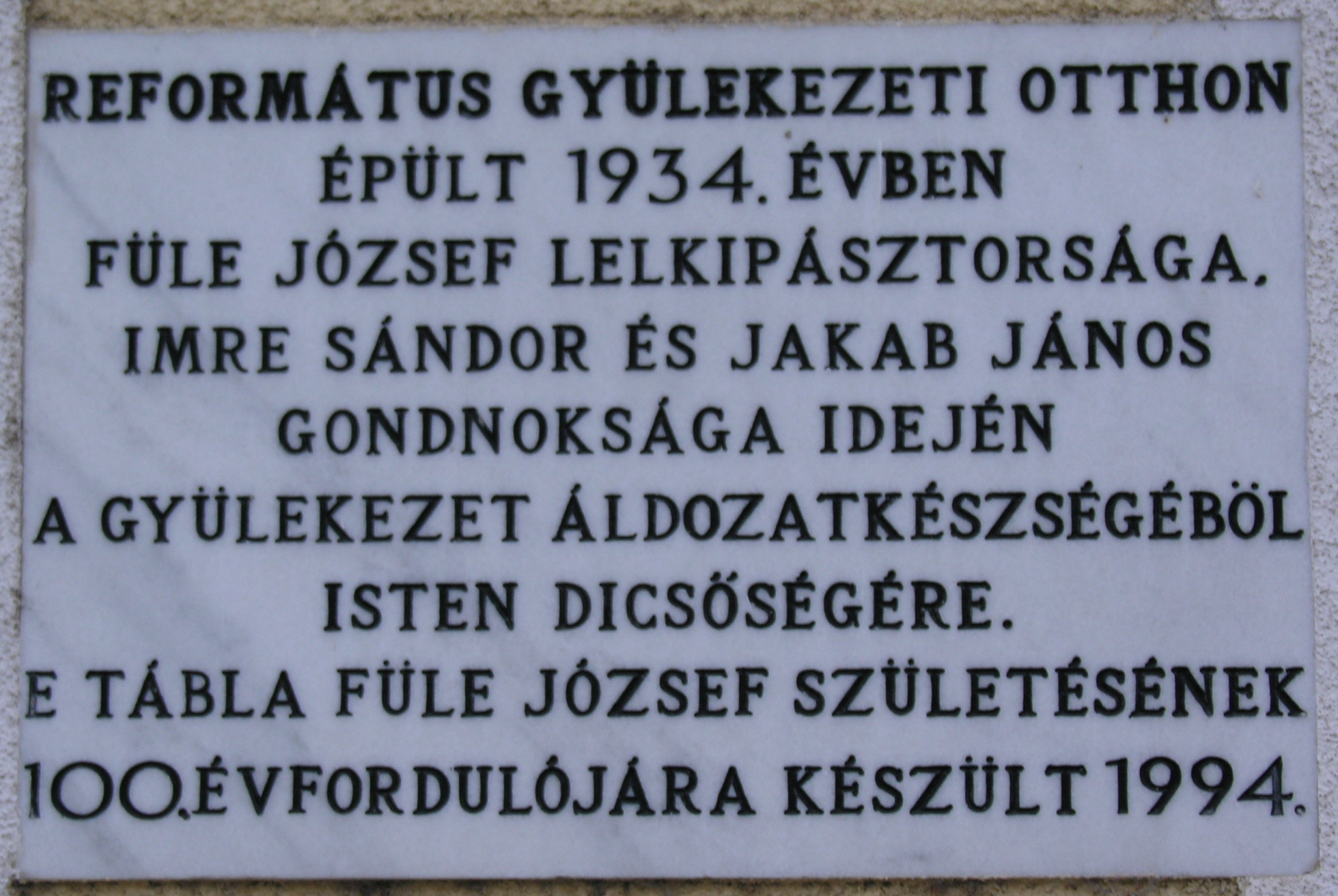
Református Gyülekezeti Otthon, Kossuth tér 1.
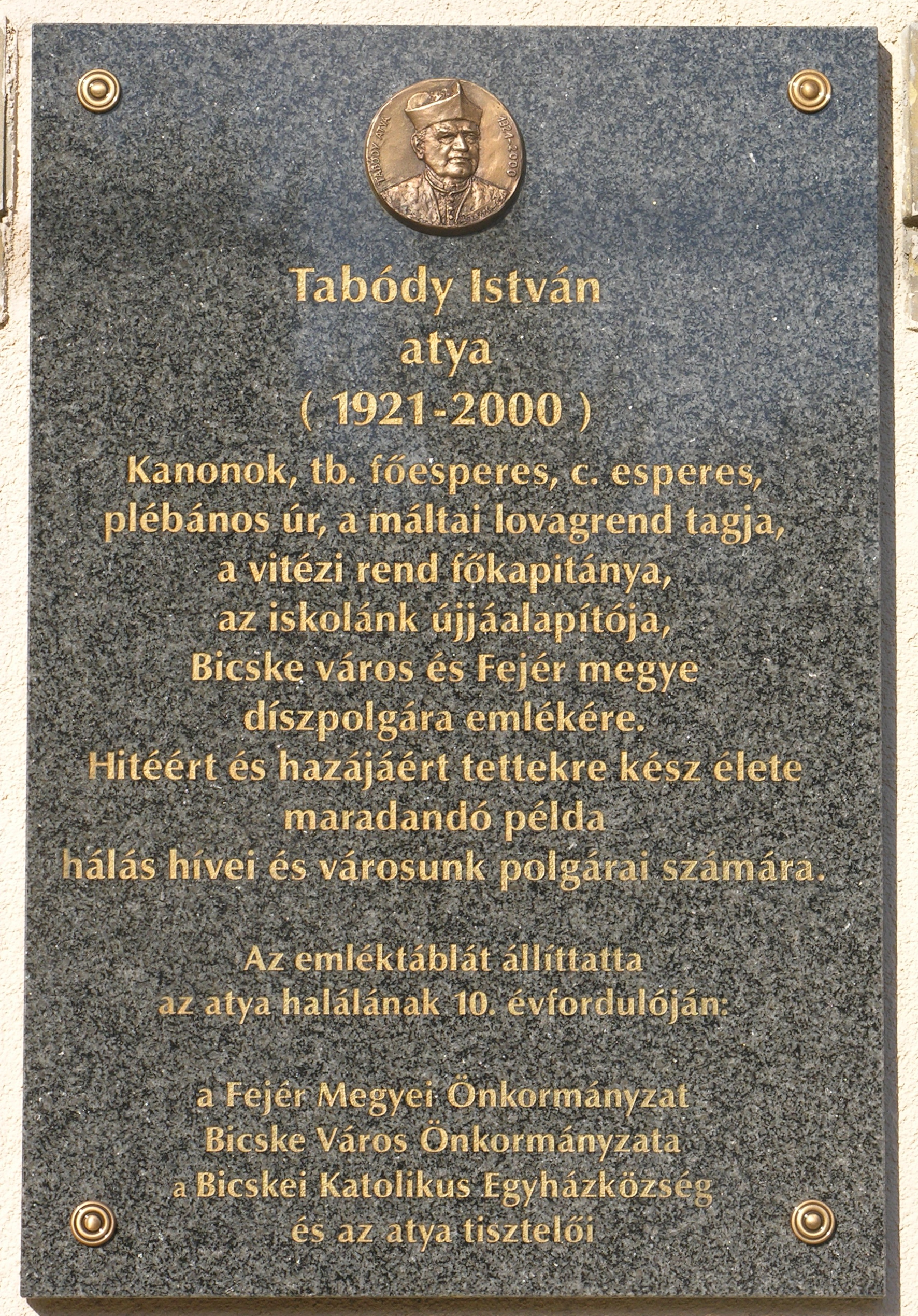
Tabódy István, Hősök tere 5.
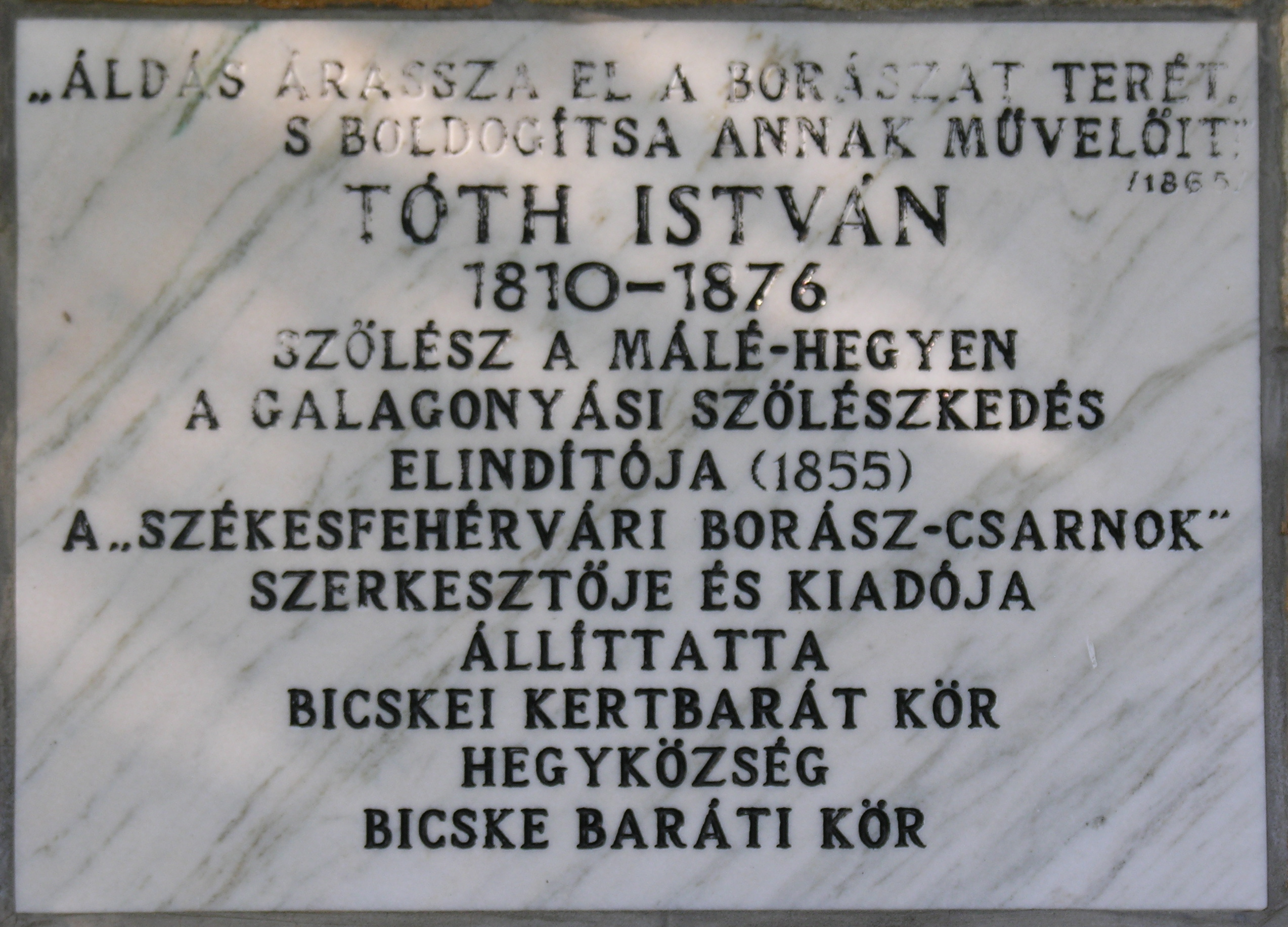
Tóth István, Galagonyás
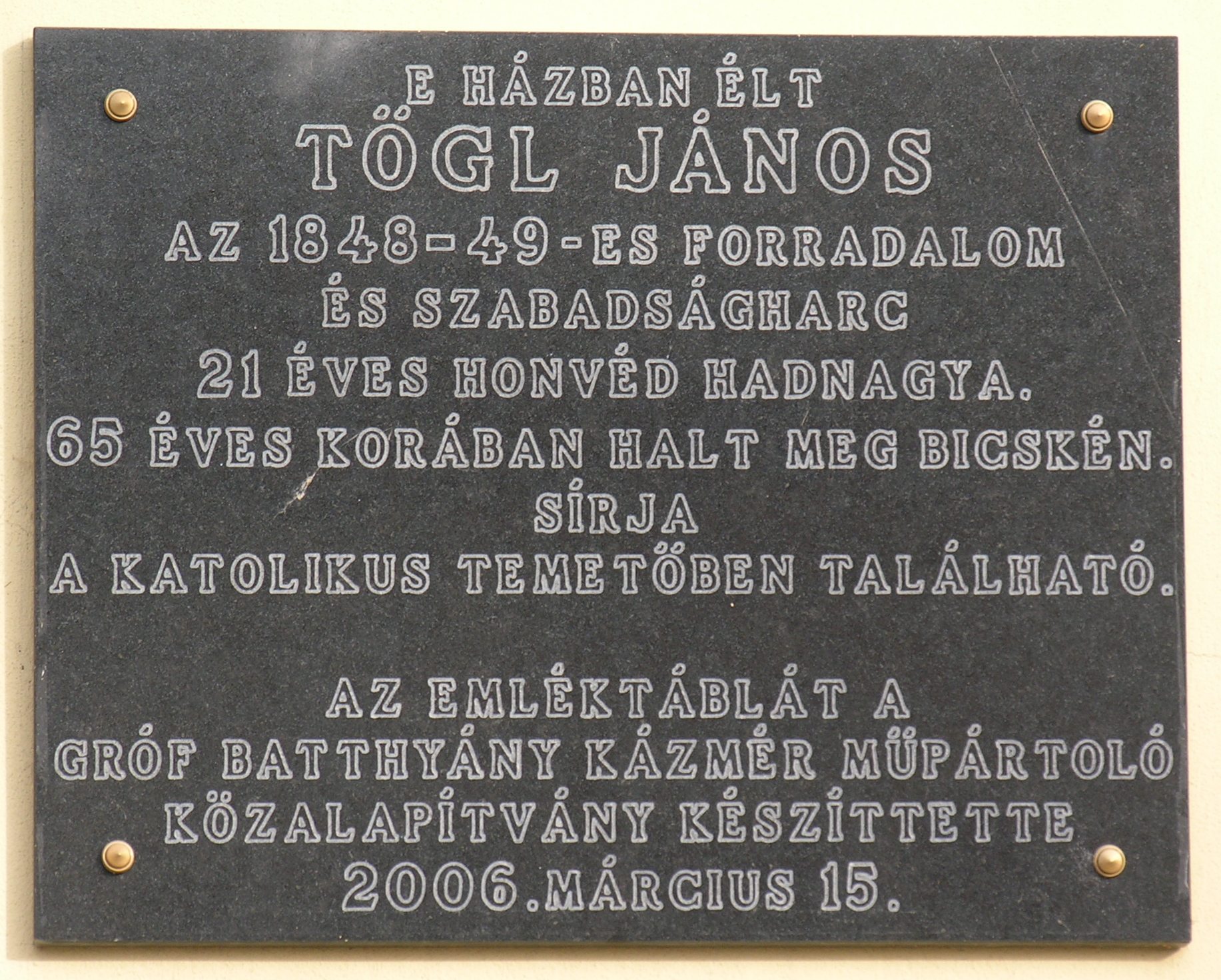
Tögl János, Kossuth tér 18.
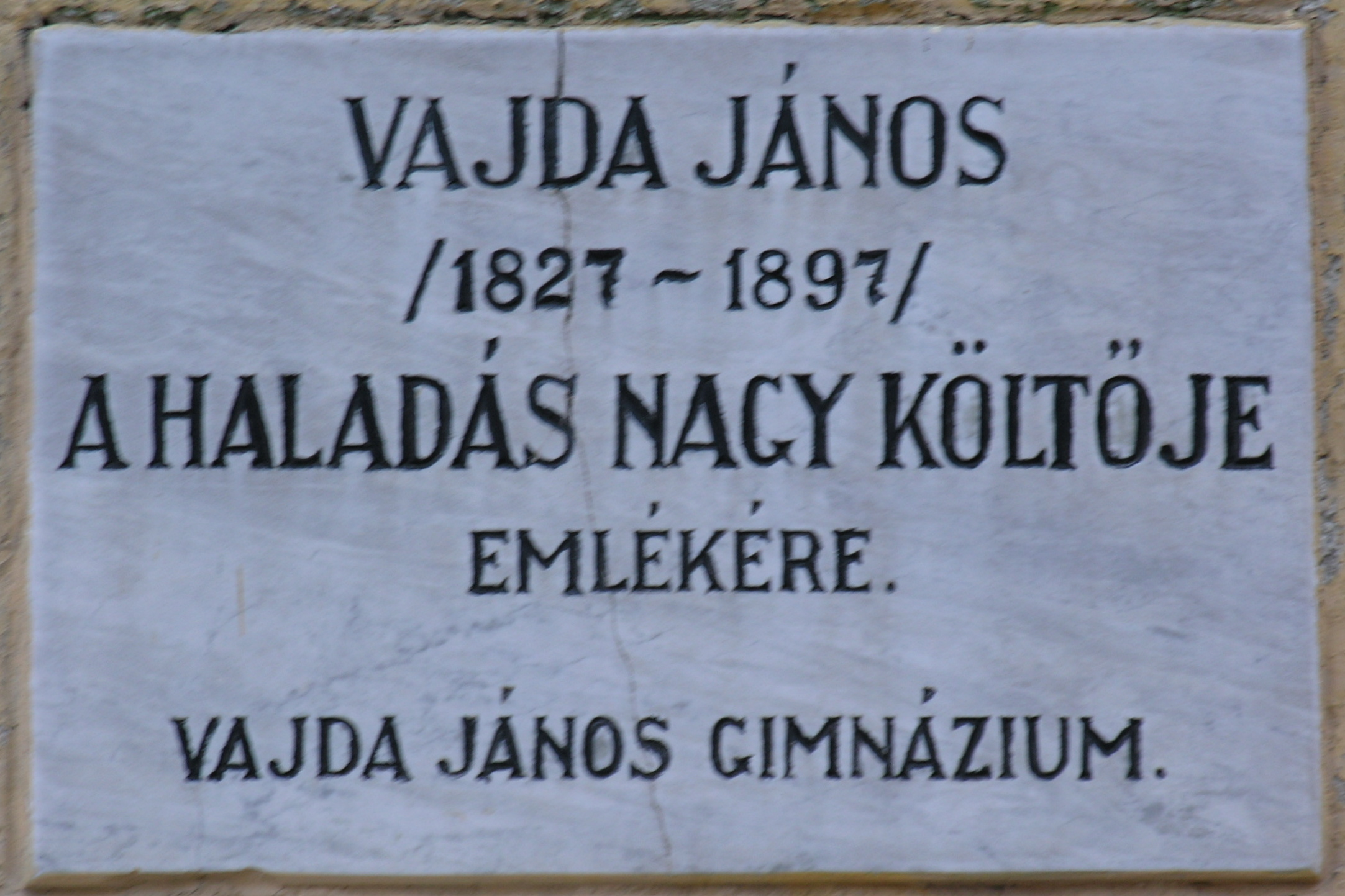
Vajda János, Kossuth tér 3.
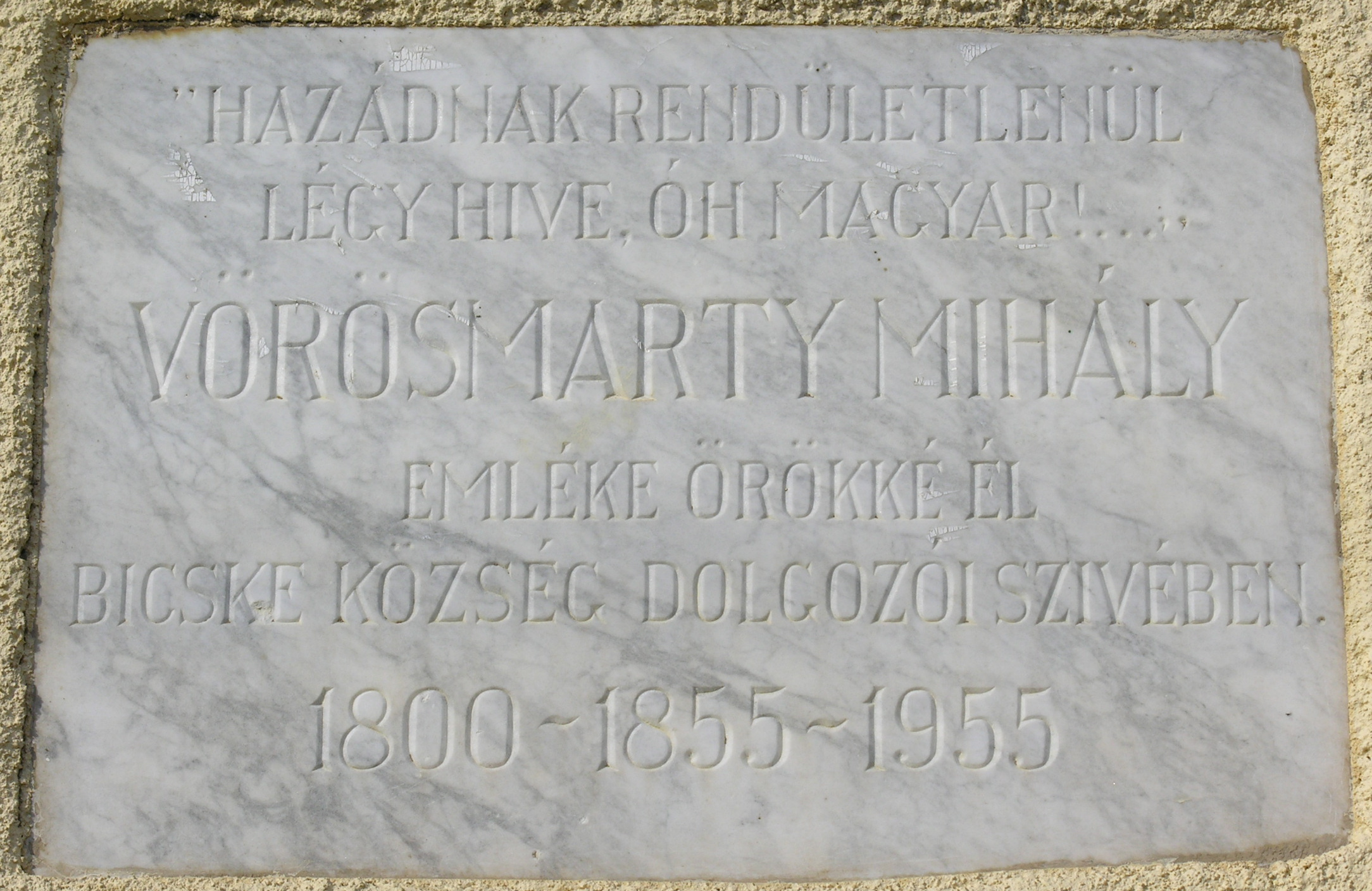
Vörösmarty Mihály, Vörösmarty Mihály utca 2.

## Utcaindex
| Ady Endre utca (16.) Forgács Antal Endresz György utca (21.) Endresz György Fáy András utca (2.) Fáy András Galagonyás (–) Tóth István Hősök tere (–) Középkori templom rom (4.) 1956-os forradalom (5.) Tabódy István Kisfaludy utca (29.) Nagy Károly | Kossuth tér (1.) Református Gyülekezeti Otthon (3.) Vajda János (18.) Tögl János (20.) Petőfi Sándor Kossuth Lajos utca (42.) Batthyány-kastély, Batthyány Kázmér Magyar Sándor utca (1.) Magyar Sándor Szent István út (6.) Csokonai Vitéz Mihály (91.) Kővágó Antal Vörösmarty Mihály utca (2.) Vörösmarty Mihály |